# جرمی آسدو
جرمی آسدو (انگلیسی: Jérémy Acédo؛ زادهٔ ۲ سپتامبر ۱۹۸۷) بازیکن فوتبال اهل فرانسه است.
از باشگاه‌هایی که در آن بازی کرده‌است می‌توان به باشگاه فوتبال لیتکس لووچ اشاره کرد.